# Sierning (Schwarza)
Der Sierningbach ist ein Fluss im südlichen Niederösterreich, in der Marktgemeinde Puchberg am Schneeberg. Er entspringt im Bereich der Dürren Wand und fließt ungefähr südöstlich durch Puchberg und das Sierningtal nach Ternitz, wo er von links in die Schwarza mündet.

## Frühere Nutzung
Wasser vom Schneeberggebiet ist primär als Trinkwasser höchster Qualität für die Stadt Wien bekannt. Daher führt seit 1873 die I. Wiener Hochquellenwasserleitung nach Wien. An fast jedem Bach wurde in der Region die Kraft des Wassers genutzt. Insgesamt gab es im Jahr 1900 insgesamt 38 Sägewerke, die aber aufgrund der fortschreitenden Elektrifizierung im 20. Jahrhundert dem Verfall preisgegeben worden sind. Ebenfalls wurden einige Sägewerke von der Wasserkraft des Sierningbaches betrieben. Heute sind nur mehr drei Gattersägen in Betrieb.